# リウボウインダストリー

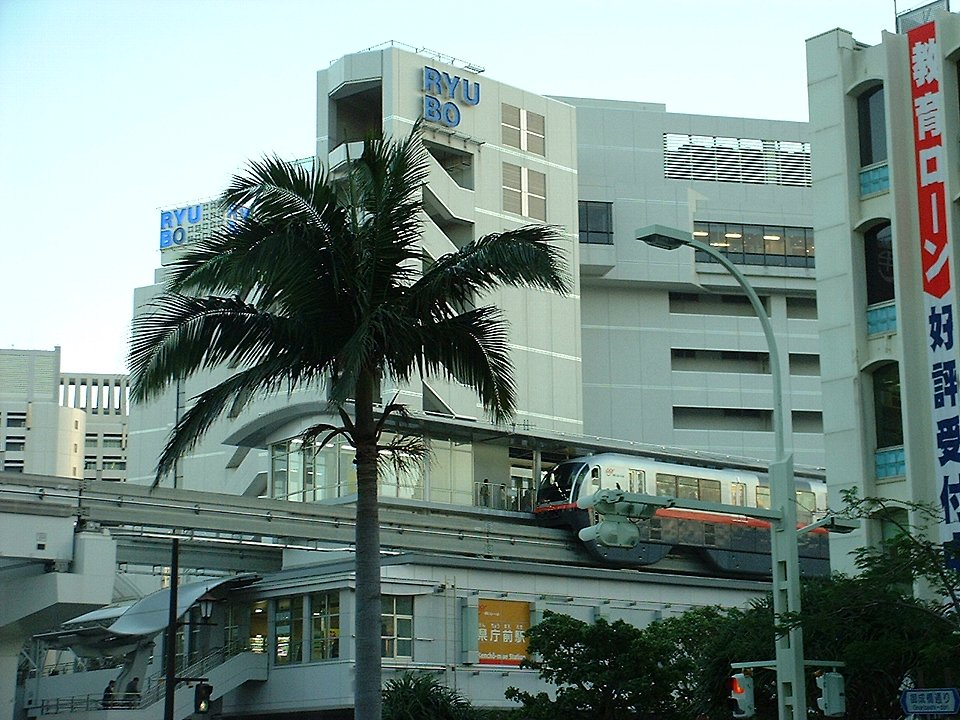
リウボウが入居するパレットくもじビル。
手前は沖縄都市モノレール県庁前駅。

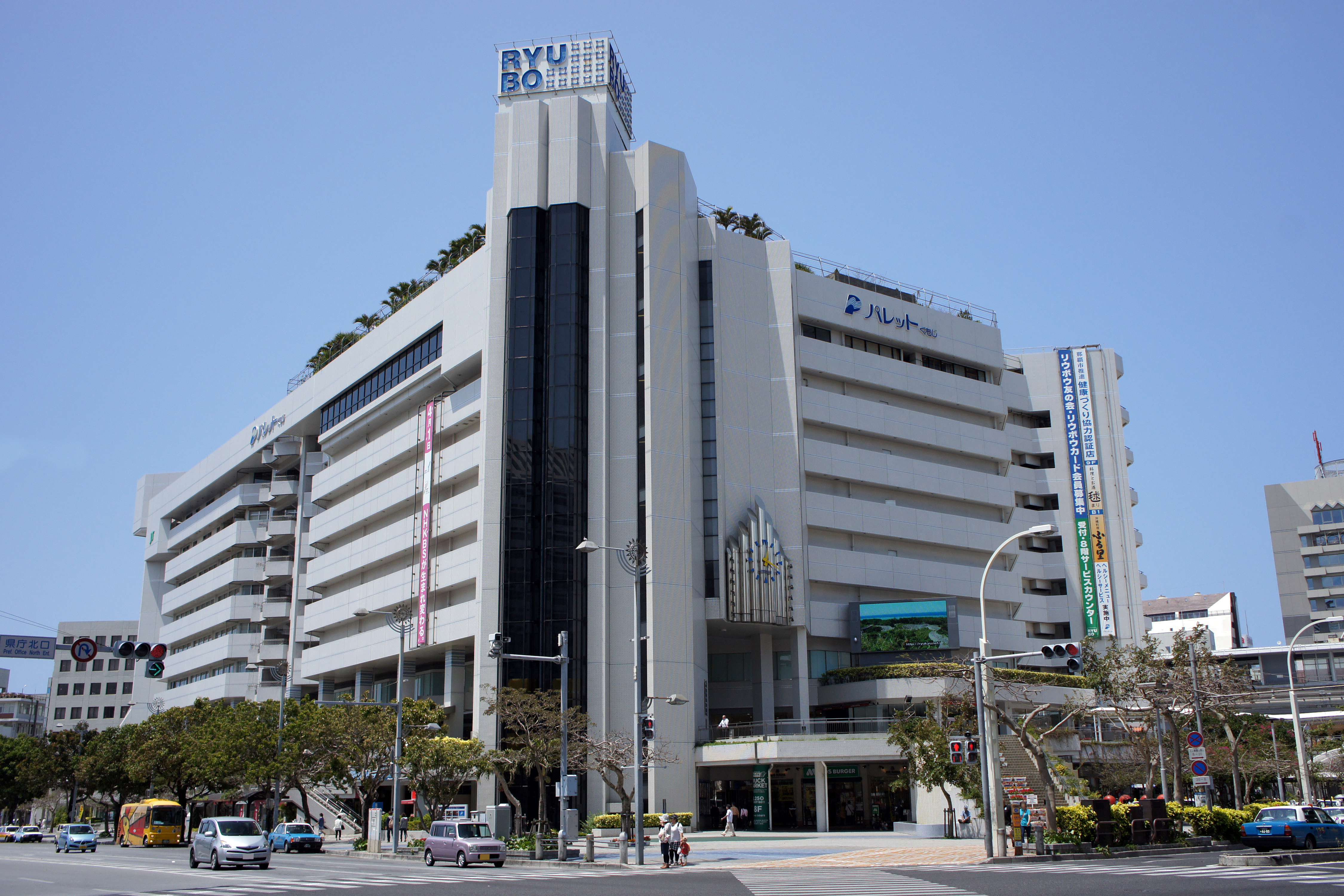
リウボウが入居するパレットくもじビル。
県庁北口交差点、国際通りの南端に面する。

株式会社リウボウインダストリーは、沖縄県那覇市久茂地にある日本の百貨店のデパートリウボウを運営する企業。リウボウグループ10社のうちの1社である。

## 概要
デパートリウボウは、米軍政下の1954年、リウボウインダストリーの親会社である株式会社リウボウによって那覇市松尾のリウボウビル(現：マルイト那覇松尾ビル)で開店した。
その後本土復帰と平成時代を経て、久茂地一丁目地区再開発事業に伴い建設された再開発ビル「パレットくもじ」のキーテナントとして移転し、グループ事業見直しで百貨店を運営するための企業として、1990年9月11日に「株式会社リウボウインダストリー」（旧社）が設立され、移転と共に株式会社リウボウから吸収分割で事業を引き継いだ。そのため、現在の株式会社リウボウは不動産管理が中心となり、一般に「リウボウ」と言われた場合は、株式会社リウボウのことではなくリウボウインダストリーのことを指す場合が多い。店舗は上記の1店舗のみで、沖縄県で唯一の日本百貨店協会加盟店舗である。
2003年まで西友の資本参加を受けていたために、当初は西友百貨店事業部（現在のLIVIN）と類似した店舗構成であった。
パレットくもじ移転20周年となった2011年、各種イベントのほか婦人服フロア（2〜4階）を中心にリモデルを実施した事に加え、3月1日には再びグループ再編が実施され、旧社は吸収分割により「株式会社リウボウホールディングス」と改称し持株会社化され、百貨店事業については旧社と同名の企業が新たに設立され、旧社の百貨店事業を承継した。
2013年8月には、入居している「パレットくもじ」ビルの那覇市株を取得し、筆頭株主となる。

## 沿革
- 1948年（昭和23年） - 琉球貿易商事株式会社設立

。
- 1951年（昭和26年） - 琉貿ストアー設立。
- 1954年（昭和29年） - リウボウ開店。
- 1961年（昭和36年） - 伊勢丹と業務提携（十一店会に加盟）
- 1970年（昭和45年）11月 - 岩田屋と業務提携し、本土商品を輸入[6]。
- 1982年（昭和57年） - セゾングループと業務提携。
- 1990年（平成2年）9月11日 - 株式会社リウボウインダストリーが設立[1]。
- 1991年（平成3年）4月 - 株式会社リウボウより百貨店営業権を譲り受け[1]、パレットくもじビルにリウボウ（百貨店売場面積18,000m2）を開店[7]。
- 1997年（平成9年） - 株式会社リウボウシティークリエイトとの合併により、資本金30億円とする。
- 1999年（平成11年） - 株式会社沖縄山形屋の閉店を受け、ブランドを多数導入する。
- 2003年（平成15年）
  - 株式会社文教図書からパレットくもじ書籍売場を譲り受け（売場面積700m2）、売場面積を18,837m2に変更。
  - 株式会社西友が保有する全株式を、沖縄県内企業23社へ譲渡。
- 2004年（平成16年） - A・D・O（全日本デパートメントストアーズ開発機構）に加盟。
- 2008年（平成20年）8月30日 - 旧リウボウ跡地にりゅうせきとの共同事業によるホテル・飲食店を中核としたビル「REXA RYUBO」を開業（親会社の株式会社リウボウ創業60周年（同年7月26日）事業の一環）。
- 2011年（平成23年）
  - 3月1日 - 株式会社リウボウホールディングスへ商号変更。会社分割で新株式会社リウボウインダストリーを設立し、百貨店事業を継承する。現在はこの日を会社設立の日とする。
  - 4月19日 - パレットくもじ移転20周年。パレットくもじ2階専門店街を借受け、増床・リモデルを行う。
- 2014年（平成26年）9月20日 - 沖縄三越閉店を受け、ブランドを多数導入する。これと合わせて1階菓子銘店の全面リニューアルを行なう。
- 2014年3月 - 地下食品館の運営が「リウボウストア」に切り替わり、「リウボウ食品館」が地下一階にオープンする。
  - 10月 - 豊見城市豊崎「豊崎ライフスタイルセンターTOMITON」内に、前身の「沖縄三越 豊崎マイキッチン」を継承し「リウボウ マイキッチン」を開店。（現：リウボウ豊崎食品館）
- 2016年 - 台湾の「太平洋そごう」との業務提携を締結[8]
- 2017年 - リウボウオリジナルブランド「楽園百貨店」を2階フロアに設立
- 2020年11月 - (旧)リウボウ松尾跡地に建てられた複合ビル「(旧)レグザリウボウ」を大阪の企業へ売却[9]
- 2021年3月 - 楽園百貨店が越境電子商取引(EC)を開設[10]
  - 3月1日 - タワーレコードの他、7階・８階のショップや専門店の運営・管理を「デパートリウボウ」から「パレット久茂地」に移行[11][12]
  - 4月19日 - パレットくもじ移転30周年を迎えた。
  - 4月 - 開店30周年を記念して、楽園百貨店のオリジナル商品「首里城最中」を発売[13][14]。
  - 7月 - 資本金を3億8000万円から5000万円に減資し、グループ企業とともに中小企業の分類になる[15]。

- 2024年3月 - 高級フルーツ店「琉貿果実苑」オープン。全国の選りすぐりの果物と、フルーツパフェを販売するパーラーも併設[16]。

## 店舗概要
- 所在地：沖縄県那覇市久茂地一丁目1-1 パレットくもじビル[7]
- 売場面積：18,000m2[7] - 地上6階、地下1階
- 営業時間【B1F〜2F】10:00～20:30【3F～6F】10:00～20:00 2F 樂園CAFÉ　8:00～20:30　※一部店舗の営業時間は異なる

### フロア構成
| パレットくもじフロア(7階～10階) | パレットくもじフロア(7階～10階)                                                |
| ------------------------------- | ------------------------------------------------------------------------------ |
| 10階                            | パレットスカイガーデン、屋上庭園                                               |
| 9階                             | 毬、沖縄アクターズスクール、美容クリニック、映画館、市民劇場                   |
| 8階                             | 無印良品、Francfranc、オフィスラウンジ、ジンズ、久茂地都市開発事務所           |
| 7階                             | ディズニー、旅行サロン、レコード、文具、眼鏡着物、眼鏡、遊具場、リウボウ事務所 |
| リウボウフロア（地下1階～6階）  |                                                                                |
| 6階                             | 家庭用品、キッチン家電、子供服、催事コーナー、ギフトサロン、ハウスオブローゼ   |
| 5階                             | 紳士服、かりゆしウェア、オーダースーツ、高級雑貨等、外商特選サロン             |
| 4階                             | 婦人服・肌着等、ＳＯＹＳＯＹカフェ、リウボウ友の会カウンター、商品券・チケット |
| 3階                             | 婦人服キャリア、バッグ、シューズ(レディース・メンズ)                           |
| 2階                             | 婦人ヤング、樂園百貨店、樂園CAFÉ、琉貿果実苑、美術サロン、花屋                 |
| １階                            | 婦人ファッション、化粧品、時計サロン、ジュエリー、菓子銘店、EDELWEISS等        |
| 地下1階                         | リウボウ地下食品館、酒蔵、グリーングルメ、和・洋レストラン、琉球料理店         |
| 地下2階                         | 駐車場                                                                         |

### アクセス
那覇市の繁華街である国際通りの南端に位置する。
沖縄県庁と那覇市役所の目の前に位置している。

#### モノレール
- 沖縄都市モノレール
沖縄都市モノレール線県庁前駅（2階の連絡通路で連結）

#### 路線バス
- 県庁前駅 (沖縄県)#バス路線の項目を参照。
パレットくもじ前、沖銀本店前、県庁北口の各バス停が最寄りとなる。